# Eleccions federals alemanyes de 1998
Les eleccions federals alemanyes de 1998 se celebraren el 27 de setembre de 1998 per a elegir els membres del Bundestag de la República Federal d'Alemanya.

## Campanya electoral
Les eleccions federals de 1998 va tenir com teló de fons l'alt índex atur que afectava Alemanya, l'oficina federal del treball va arribar a registrar a 4 milió de persones aturades. L'economia alemanya havia disminuït la seva velocitat contundentment des de la reunificació l'octubre de 1990. Molts votants a la coalició governant de centredreta composta per l'aliança CDU/CSU i el Partit Democràtic Lliure (FDP), per la crisi econòmica, eren força descontents. El govern del canceller Helmut Kohl va ser criticat per haver subestimat la despesa econòmica d'integrar l'ex Alemanya Oriental comunista a la República Federal.

## Resultats
| ← Eleccions federals alemanyes, 27 de setembre de 1998 → |                                           |            |                     |                      |                |                      |                       |
|                                                          | Partit                                    | Vots       | Percentatge de vots | Diferència vers 1994 | Total d'escons | Diferència vers 1994 | Percentatge d' Escons |
|                                                          | Unió Demòcrata Cristiana d'Alemanya (CDU) | 14.004.908 | 28,4%               | -5,8%                | 198            | -46                  | 29,6%                 |
|                                                          | Partit Socialdemòcrata (SPD)              | 20.181.269 | 40,9%               | +4,5%                | 295            | +43                  | 44,5%                 |
|                                                          | Unió Social Cristiana (CSU)               | 3.324.480  | 6,8%                | -0,6%                | 47             | -3                   | 7,0%                  |
|                                                          | Partit Democràtic Lliure (FDP)            | 3.080.955  | 6,2%                | -0,2%                | 43             | -4                   | 6,4%                  |
|                                                          | Aliança 90/Els Verds                      | 3.301.624  | 6,7%                | -1,1%                | 47             | -2                   | 7,0%                  |
|                                                          | Partit del Socialisme Democràtic (PDS)    | 2.515.454  | 5,1%                | +0,7%                | 36             | +6                   | 5,4%                  |
|                                                          | Altres                                    | 2.899.822  | 5,9%                |                      | 0              |                      | 0,0%                  |
|                                                          | Totals                                    | 49.308.512 | 100,0%              |                      | 669            | -3                   | 100,0%                |

## Post-elecció

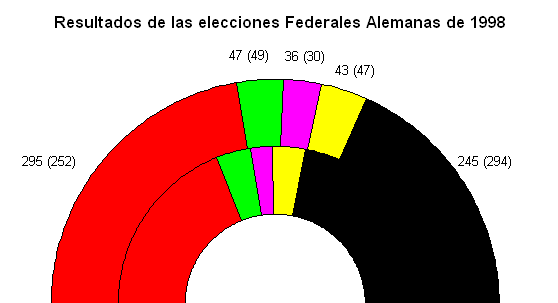
Resultats de l'elecció en la composició del parlament, SPD en roig, FDP en groc, els Verds en verd, PDS en porpra i CDU/CSU en negre

La coalició entre la CDU/CSU i el FDP ja no va aconseguir la majoria, de manera que es va formar un nou govern dirigit per la coalició entre el SPD i Els Verds, amb Gerhard Schröder del SPD, abans primer ministre de Baixa Saxònia, com a Canceller. Aquesta va ser la primera coalició roja i verda a nivell federal. Després de les eleccions, Helmut Kohl va renunciar a la presidència de la CDU, d'igual forma que altres líders de la CSU.